# Naide Gomes
Enezenaide do Rosário da Vera Cruz Gomes, detta Naide (São Tomé, 20 novembre 1979), è una multiplista e lunghista saotomense naturalizzata portoghese.

## Biografia
Nata a São Tomé e Príncipe, si trasferì all'età di 11 anni in Portogallo. Nel 2000 rappresentò il suo paese natale ai Giochi olimpici di Sydney e fu portabandiera durante la cerimonia d'apertura. Il 22 maggio 2001 divenne cittadina portoghese e da quel momento gareggiò nelle competizioni internazionali per il Portogallo.
Prima di cambiare nazionalità stabilì il record nazionale saotomense nelle seguenti discipline: 100 metri ostacoli, salto in lungo, salto in alto, salto triplo, getto del peso, lancio del giavellotto ed eptathlon.

## Palmarès
| Anno                                     | Manifestazione             | Sede           | Evento               | Risultato | Prestazione | Note                                     |
| ---------------------------------------- | -------------------------- | -------------- | -------------------- | --------- | ----------- | ---------------------------------------- |
| In rappresentanza di São Tomé e Príncipe |                            |                |                      |           |             |                                          |
| 1999                                     | Giochi panafricani         | Johannesburg   | Eptathlon            | 5ª        | 4 974 p.    |                                          |
| 2000                                     | Campionati ibero-americani | Rio de Janeiro | Eptathlon            | Argento   | 5 463 p.    |                                          |
| 2000                                     | Giochi olimpici            | Sydney         | 100 metri hs         | Batteria  | 14"43       |                                          |
| In rappresentanza del Portogallo         |                            |                |                      |           |             |                                          |
| 2002                                     | Europei indoor             | Vienna         | Pentathlon           | Argento   | 4 595 p.    |                                          |
| 2002                                     | Europei                    | Monaco         | Salto in lungo       | 10ª       | 6,23 m      |                                          |
| 2002                                     | Europei                    | Monaco         | Eptathlon            | 18ª       | 5 142 p.    |                                          |
| 2003                                     | Mondiali indoor            | Birmingham     | Pentathlon           | 5ª        | 4 476 p.    | Miglior prestazione personale stagionale |
| 2004                                     | Mondiali indoor            | Budapest       | Pentathlon           | Oro       | 4 759 p.    | Miglior prestazione mondiale stagionale  |
| 2004                                     | Campionati ibero-americani | Huelva         | Salto in lungo       | 4ª        | 6,36 m      |                                          |
| 2004                                     | Campionati ibero-americani | Huelva         | Getto del peso       | 11ª       | 13,80 m     |                                          |
| 2004                                     | Campionati ibero-americani | Huelva         | Tiro del giavellotto | 11ª       | 38,46 m     |                                          |
| 2004                                     | Giochi olimpici            | Atene          | Eptathlon            | 13ª       | 6 151 p.    | Miglior prestazione personale stagionale |
| 2005                                     | Europei indoor             | Madrid         | Salto in lungo       | Oro       | 6,70 m      |                                          |
| 2005                                     | Universiade                | Smirne         | Salto in lungo       | Argento   | 6,56 m      |                                          |
| 2005                                     | Mondiali                   | Helsinki       | Salto in lungo       | 16ª       | 6,42 m      |                                          |
| 2005                                     | Mondiali                   | Helsinki       | Eptathlon            | 7ª        | 6 189 p.    |                                          |
| 2006                                     | Mondiali indoor            | Mosca          | Salto in lungo       | Argento   | 6,76 m      | Record nazionale                         |
| 2006                                     | Europei                    | Göteborg       | Salto in lungo       | Argento   | 6,84 m      |                                          |
| 2007                                     | Europei indoor             | Birmingham     | Salto in lungo       | Oro       | 6,89 m      | Miglior prestazione mondiale stagionale  |
| 2007                                     | Mondiali                   | Osaka          | Salto in lungo       | 4ª        | 6,87 m      |                                          |
| 2008                                     | Mondiali indoor            | Valencia       | Salto in lungo       | Oro       | 7,00 m      | Miglior prestazione mondiale stagionale  |
| 2008                                     | Giochi olimpici            | Pechino        | Salto in lungo       | 31ª       | 6,29 m      |                                          |
| 2009                                     | Giochi della Lusofonia     | Lisbona        | Salto in lungo       | Oro       | 6,74 m w    |                                          |
| 2009                                     | Mondiali                   | Berlino        | Salto in lungo       | Bronzo    | 6,77 m      |                                          |
| 2010                                     | Mondiali indoor            | Doha           | Salto in lungo       | Argento   | 6,67 m      |                                          |
| 2010                                     | Europei                    | Barcellona     | Salto in lungo       | Argento   | 6,92 m      | Miglior prestazione personale stagionale |
| 2011                                     | Europei indoor             | Parigi         | Salto in lungo       | Argento   | 6,79 m      | Miglior prestazione personale stagionale |
| 2011                                     | Mondiali                   | Taegu          | Salto in lungo       | 9ª        | 6,26 m      |                                          |

## Altre competizioni internazionali
2006

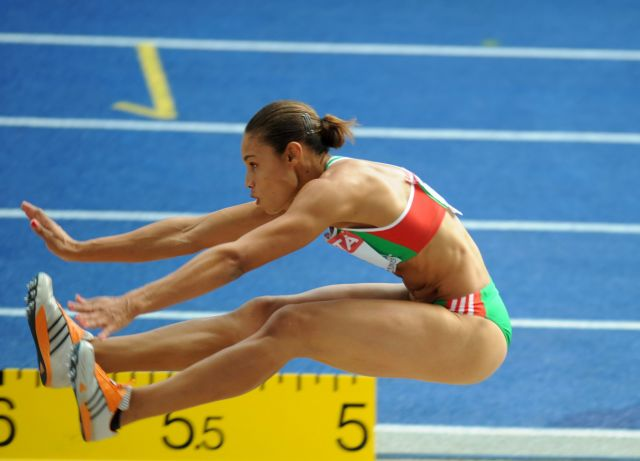
Naide Gomes impegnata nel salto in lungo ai Mondiali di.

- Argento in Coppa del mondo ( Atene), salto in lungo - 6,68 m

2008
- Oro alla World Athletics Final ( Stoccarda), salto in lungo - 6,71 m

2010
- 5ª in Coppa continentale ( Spalato), salto in lungo - 6,52 m